# Iglesia del Salvador (Argoños)
La iglesia del Salvador es un edificio situado en la localidad española de Argoños.

## Descripción
El edificio se encuentra en la localidad española de Argoños, del municipio homónimo, perteneciente a la comunidad autónoma de Cantabria. De una sola nave, se menciona como iglesia parroquial del lugar en el Diccionario geográfico-estadístico-histórico de España y sus posesiones de Ultramar de Pascual Madoz, donde, en la entrada correspondiente a Argoños, se describe con las siguientes palabras:

1 igl. parr. junto á la cual está el cementerio: consta de 1 sola nave y tiene por titular á el Salvador, sirviéndola 2 curas párrocos que nombra el diocesano.
(Madoz, 1845, p. 550)